# Kyphocarpa trichinoides
Kyphocarpa trichinoides là loài thực vật có hoa thuộc họ Dền. Loài này được Lopr. mô tả khoa học đầu tiên năm.